# Cadillac Allanté
La Cadillac Allanté est un coupé cabriolet deux places produit par la marque américaine Cadillac et codéveloppé par Pininfarina de 1987 à 1993 à 21 430 exemplaires.
Prévue pour concurrencer les modèles équivalents européens tels que la Jaguar XJS-V12 Convertible et la Mercedes-Benz 560SL, qui rencontraient un franc succès sur le sol américain, elle fut cependant un échec commercial pour le constructeur. L'Allanté se démarque par une logistique de production colossale et inédite, les carrosseries alors produites par Pininfarina à Turin en Italie sont expédiées à Détroit dans les chaînes d'assemblages de Hamtramck dans des Boeing 747 aménagés pouvant en transporter 56 à la fois. Le prix de vente élevé du modèle découle directement de ce processus très onéreux pour la marque : on la surnomme notamment "flying italian Cadillac" (comprenez: "Cadillac italienne volante"). L’objectif de vente de 6 000 exemplaires par an fixé par General Motors ne sera jamais atteint malgré ses six ans de production, sa constante évolution et les nombreuses campagnes publicitaires tentant de faire de sa production atypique un argument de vente.
Le nom Allanté fut choisi par General Motors parmi une liste de 1 700 noms générés par ordinateur. Elle est remplacée en 2003 par la Cadillac XLR qui n'atteindra pas elle non plus le succès escompté par Cadillac.

## Conception
Le design de la carrosserie est inspiré de la Cadillac Eldorado et est produit par Pininfarina, l’idée principale selon Cadillac et GM était de proposer un design européen pour se frayer une place sur ce marché. Le châssis était un mélange de celui de la Cadillac Eldorado et Seville, puis il a été raccourci pour conformer à celui d’un coupé deux-places équipé de suspensions indépendantes sur les trains avant et arrière. Ce modèle est muni de quatre freins à disques Bosch et d’une transmission automatique à 4 rapports F7 dont les deux premières vitesses peuvent être passées mécaniquement.
À sa sortie, elle embarquait le V8 4,1 L à simple arbre à cames développant 172 ch (127 kW), en 1988 est introduit le V8 4,5 L produisant 203 ch (149 kW), en 1993, la firme introduisait le V8 Northstar 32 soupapes à double arbre à cames, lui offrant initialement 294 ch (216 kW) mais rehaussé à 295 ch (217 kW) par Cadillac.

## Production

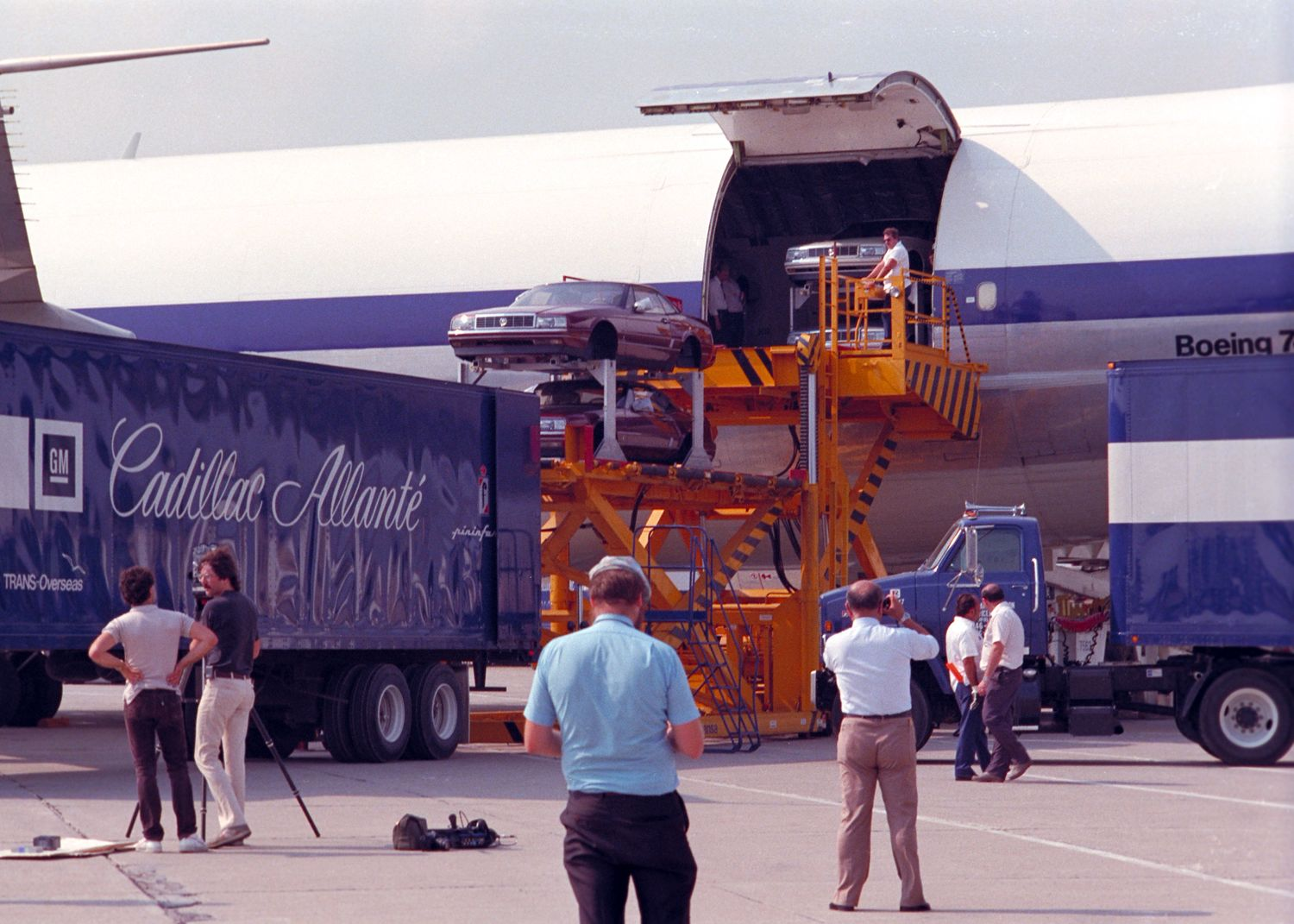
Chargement d'Allanté dans un des Boeing 747 aménagés

Dans la conception du modèle, Cadillac s’occupait du châssis et du moteur alors que Pininfarina était responsable de la fabrication des carrosseries. Cependant leurs infrastructures se trouvaient à Turin en Italie, soit à 7 400 km de Détroit où se situent les chaînes d’assemblages Hamtramck appartenant au groupe General Motors, là où les pièces, la carrosserie et le moteur sont installées sur le châssis.
Pour le transport des carrosseries, la firme Cadillac réserva trois Boeing 747 (un appartenant à Alitalia et deux Lufthansa) spécialement aménagés pour pouvoir transporter jusqu’à 56 coques en un voyage par avion, ainsi l’entreprise créa un véritable pont aérien entre Turin et Détroit.
Toute cette logistique est responsable du coût élevé de la voiture, d'où son faible volume de vente et de sa longue carrière commerciale. Son processus de fabrication atypique lui doit le surnom de "flying italian Cadillac" ("Cadillac italienne volante").

## Historique

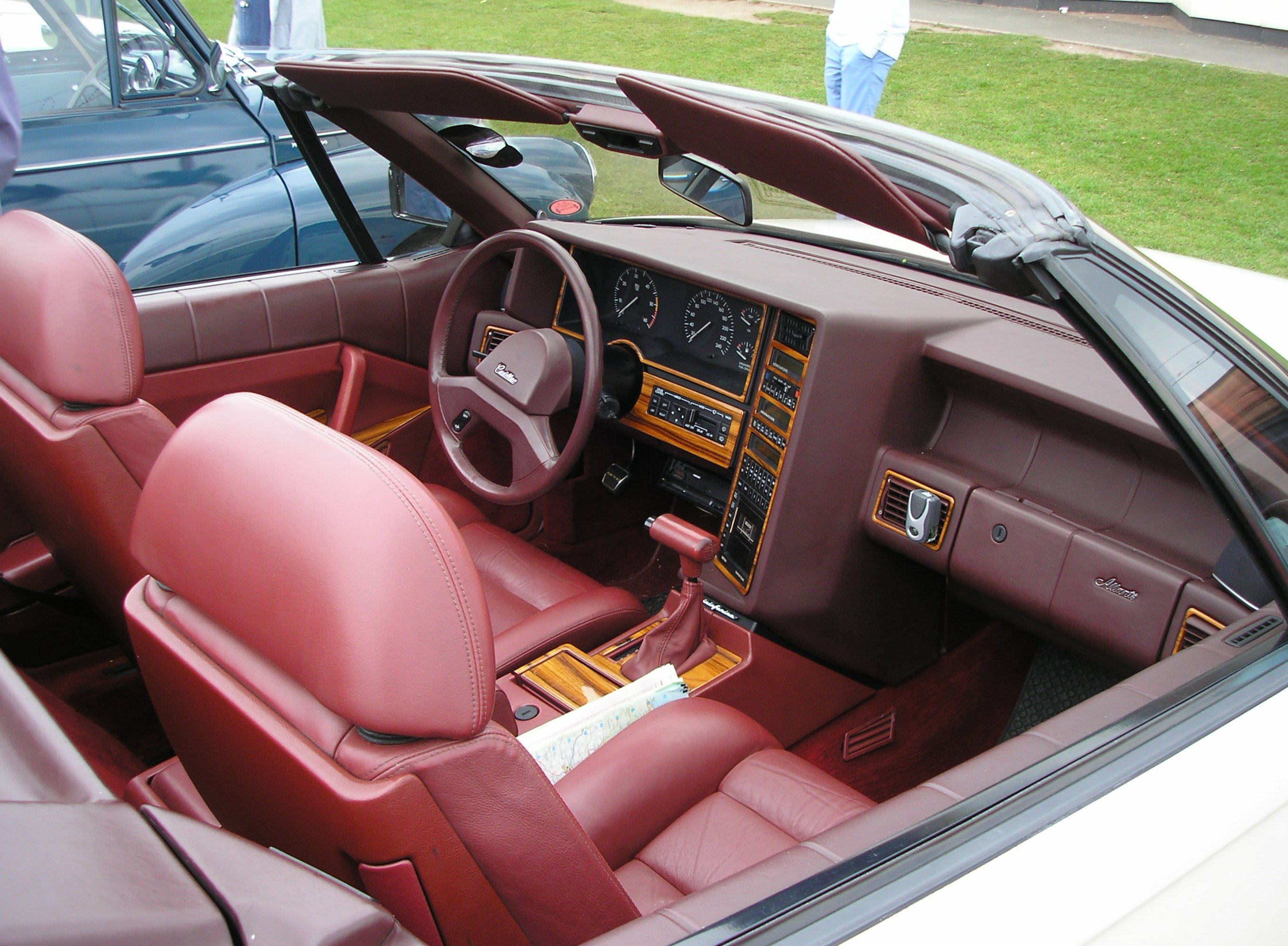
Intérieur d'une Allanté (compteurs analogiques)

À son lancement en 1987 au prix de 57 000 $, la Cadillac Allanté était le modèle le plus cher de la gamme mais aussi plus onéreux que ses concurrents Mercedes-Benz 560SL et Jaguar XJS-V12. Néanmoins, elle proposait des fonctions intéressantes pour l’époque telle qu’un toit dur escamotable en aluminium (une capote est disponible à partir de 1988), un téléphone embarqué sur la console centrale (qui devient en 1988 une option), des instruments numériques (qui deviendront analogiques), un système audio Bose de série facturé 905 $ en option sur les autres Cadillac, la rendant plus désirable et exclusive. Les premiers modèles offraient un rapport poids/puissance de 170 ch pour 1 630 kg, soit, en deçà de ses concurrentes. Le magazine américain Motor Trend mesura ses performances aux 0 à 100 en 10,36 secondes, comparé à 6,81 secondes pour la 560SL. Son poids élevé, son comportement dans les virages (traction avant qui pousse au sous-virage) et non disponible avec une cylindrée supérieure causa un accueil mitigé dans la presse automobile la qualifiant de voiture « prétentieuse ». Les ventes peines donc à décoller, entre 1987 et 1988 Cadillac vendra seulement 2 569 Allanté justifié par son prix de vente élevé et son faible nombre de demande. En revanche, après avoir subi quelques retouches mineures comme l’ajout d’un contrôleur de stabilité (Speed Dependent Damper Control), d’une cylindrée et puissance supérieure (passant de 4,1 à 4,5 L, elle fut l’objet de changements majeurs en 1993. La dernière version de la Cadillac Allante dévoilé en milieux 1992 est considérée comme la meilleure et la plus intéressante. Ces améliorations s’illustrent par une puissance amenée à 299 ch (220 kW) grâce au V8 Northstar 32 soupapes, ce qui la met au niveau de ses rivales, un contrôle de traction, une nouvelle transmission qui gère désormais les 4 rapports automatiquement, et quelques changements mineurs de design tels que les phares avant.

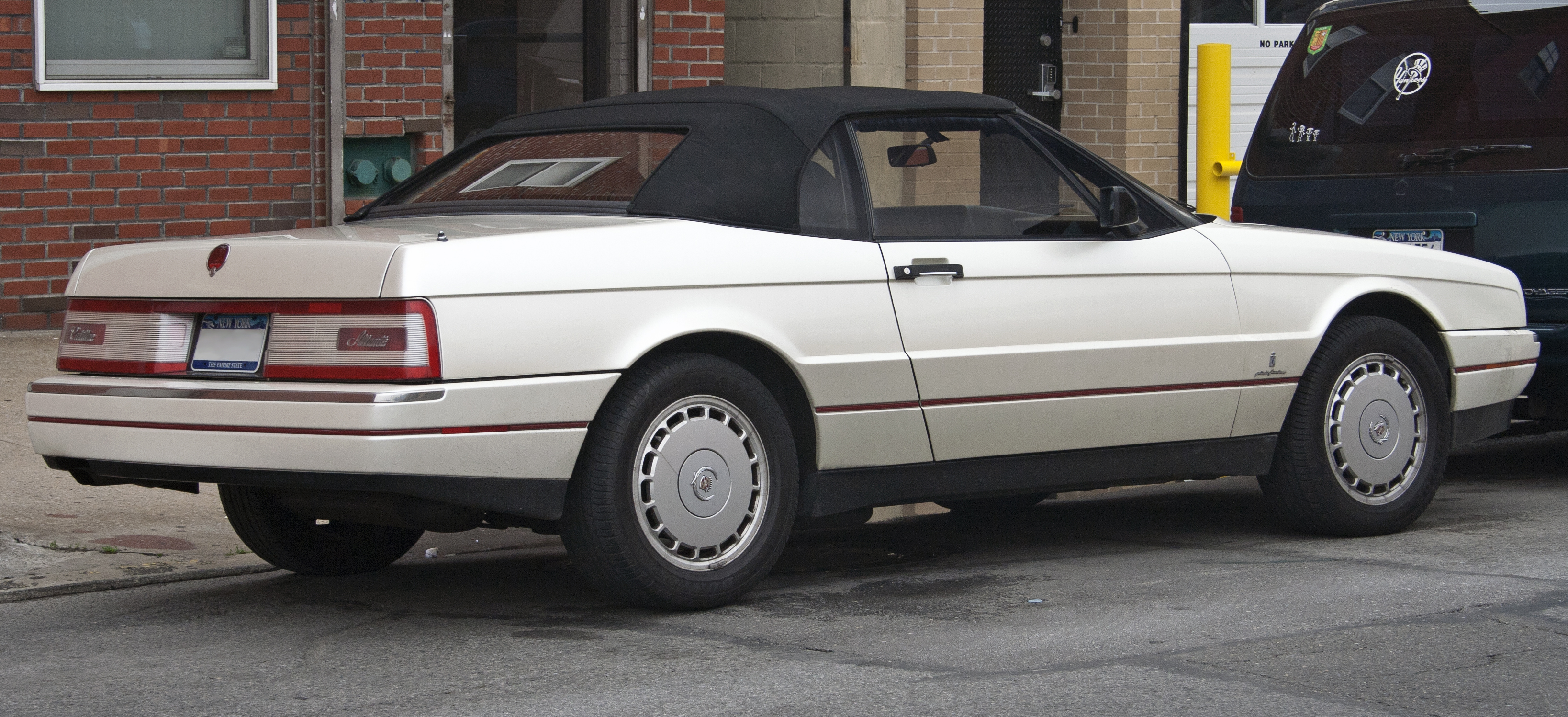
Vue arrière (toit en toile)

Malheureusement, cette version est plus chère que la précédente (59 975 $) et arrive trop tard. General Motors, propriétaire de Cadillac décide d’arrêter la commercialisation de l’Allanté, alors même que sa qualité générale a beaucoup progressé depuis le lancement. Finalement, seuls 21 430 exemplaires auront été vendus, conséquence d'une clientèle restreinte et d’un ralentissement économique au début des années 1990 qui avait rendu ce cabriolet trop onéreux et démodé.

### 1987

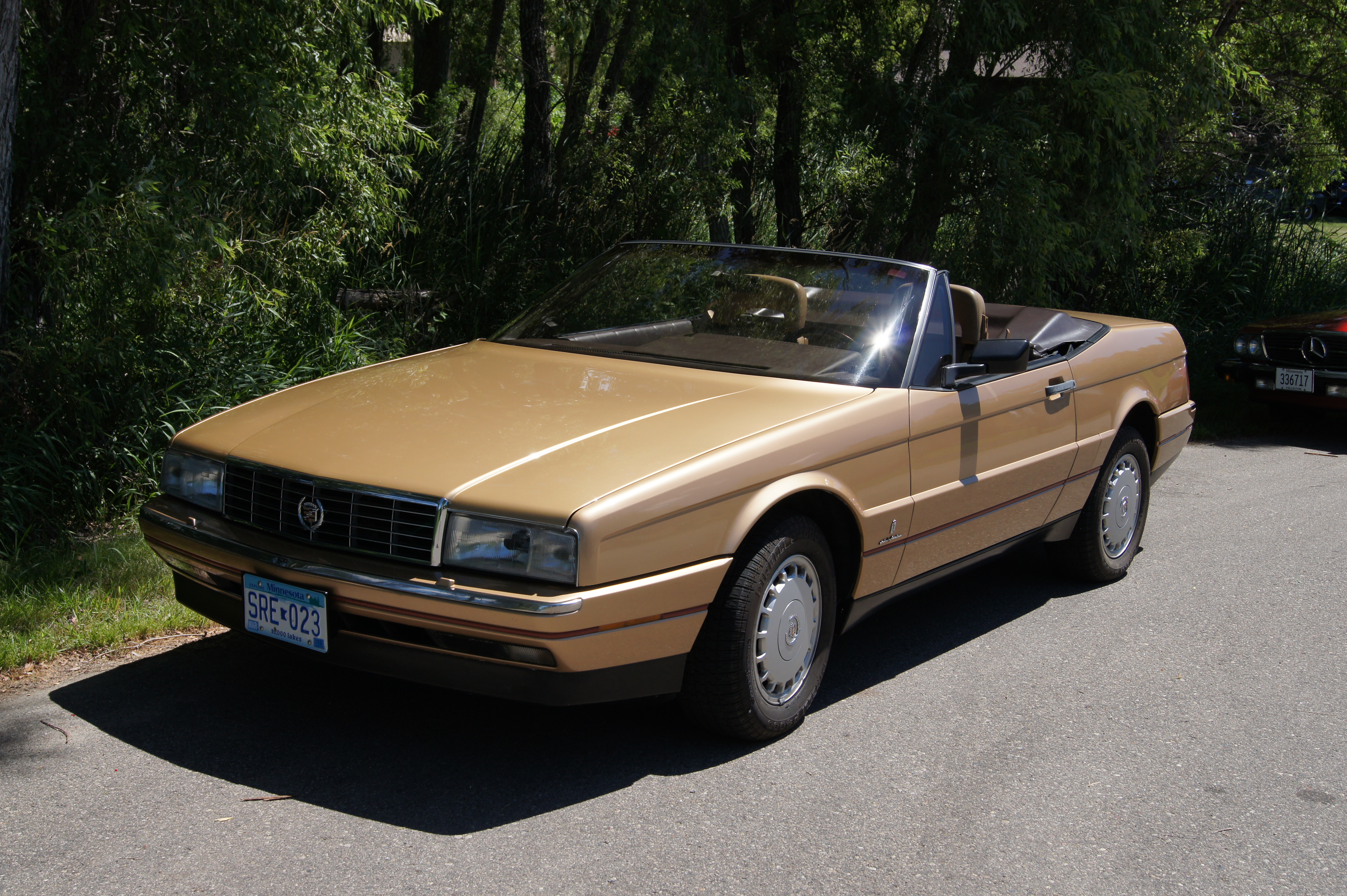
Allanté de 1987

Le roadster Allanté à traction avant comportait une variante transversale multi-ports à injection HT-Cadillac 4100 V8 de GM de 4,1 L, ainsi que des poussoirs de soupapes à rouleaux, des culasses à haut débit et un collecteur d'admission réglé. La suspension était de force indépendantes à l'avant et à l'arrière, avec des freins à disque aux quatre roues Bosch ABS III. Un toit rigide amovible en aluminium, Delco-GM / Bose Symphony Sound System (une option de 905 $ sur les autres Cadillac), la première antenne AM / FM / téléphone cellulaire électrique rétractable de l'industrie, et un module d'éclairage complexe qui remplacé une ampoule grillée dans le système d'éclairage extérieur jusqu'à ce que celle morte puisse être remplacé étaient tous standard. La seule option était un téléphone cellulaire, installé dans une console centrale verrouillable. Le prix de base était de 54 700 $.

### 1988
Pour 1988, l'Allanté comportait des appuie-têtes de siège avant révisés et un relevage électrique du couvercle de coffre en équipement standard. Les instruments analogiques, à la place du groupe de tableaux de bord numériques standard, étaient désormais disponibles en option sans frais. Le prix de base a été porté à 56 533 $, le téléphone cellulaire étant toujours la seule option à coût supplémentaire.

### 1989
En 1989, le prix de base est passé à 57 183 $. Le moteur de l'Allanté, le nouveau V8 4,5 L, développait 203 ch (149 kW) et, avec un couple de 366 N m, il fournissait le plus de couple de toutes les automobiles à roues avant motrices dans le monde. Le déverrouillage du coffre déverrouillé également les portes latérales si l'ont tournée la clé deux fois - similaires aux Mercedes-Benz et BMW. Comme moyen de dissuasion contre le vol, l'Allanté a ajouté la clé de sécurité de GM (Personal Automotive Security System), utilisant une pastille de résistance dans la clé de contact qui a la capacité de rendre le système de carburant et le démarreur inopérants si une clé de contact incorrecte est utilisée. L'Allanté a également reçu un nouveau système d'amortissement sensible à la vitesse appelé Speed Dependent Damping Control, ou SD²C. Ce système a raffermissait la suspension à 40 km/h et à nouveau à 97 km/h. Le réglage le plus ferme été également utilisé lors du démarrage à l'arrêt jusqu'à 8 km/h. Un autre changement a été un système de direction à assistance variable.

### 1990
En 1990, Cadillac a offert un modèle compagnon moins cher (53 050 $) avec un toit convertible en tissu et sans toit rigide amovible en aluminium, et un modèle incluant le toit rigide à 58 638 $. Au milieu de l'année, les prix ont chuté à 57 813 $ pour le toit rigide / cabriolet et 51 500 $ pour le cabriolet, qui comprenait une taxe Guzzler sur l'essence de 650 $ ainsi que des frais de destination de 550 $. Le téléphone cellulaire entièrement intégré, qui était équipé d'usine sur seulement 36 voitures cette année, était disponible pour 1 195 $ supplémentaires. La garantie de voiture neuve pare-chocs à pare-chocs de l'Allanté, sept ans et 160 000 km, était de trois ans plus longue que les autres Cadillac, et une couverture supplémentaire de 80 000 km. Les propriétaires d'Allanté ont également reçu un numéro sans frais spécial pour appeler le service ou pour les préoccupations. Les lave-phares et les sièges Recaro à 10 voies sont restés de série. Un airbag côté conducteur a été ajouté au volant gainé de cuir, éliminant le volant télescopique - qui a conservé sa fonction d'inclinaison. Le tableau de bord analogique - introduit l'année précédente - était standard sur le cabriolet (disponible sans frais supplémentaires sur le toit rigide / cabriolet), avec un total de 358 voitures équipées du tableau de bord analogique.
La commande du rétroviseur électrique s'est déplacée de la droite de la colonne de direction sur le tableau de bord vers un nouvel emplacement à l'extrémité supérieure de l'accoudoir de la porte conducteur, tandis que les interrupteurs du siège électrique (précédemment montés sur la face de la base du siège) ont été déplacés vers la garniture latérale inférieure de la base du siège face aux panneaux de porte. Le bouton de l'ouvre-porte de garage à 3 canaux montée sur le panneau de tête au-dessus du pare-brise a été supprimée lors de l'introduction d'une nouvelle conception de pare-soleil cette année. Le contrôle de traction a été ajouté - la première automobile à traction avant dotée d'un V8 à être équipée en tant que telle. Le système a été conçu pour réduire le carburant jusqu'à quatre cylindres afin de réduire la puissance et d'optimiser la traction.
Les amortisseurs à commande électronique ont été réglés pour rester en mode «doux» jusqu'à 64 km/h. Auparavant, ils passaient en mode "normal" après seulement 40 km/h. Un système audio révisé a permis d'ajouter un lecteur CD comme équipement standard, ainsi que le lecteur de cassettes. Sur les 2 523 construits pour 1990, seulement cinq ont été exportés - quatre au Canada et une en Allemagne. L'Allanté était disponible en huit couleurs cette année, la plus populaire était Euro Red, trouvée sur 1 012 voitures, tandis que la moins choisie était Grey Metallic, avec seulement 28 exemplaires fabriqués. Les choix de couleurs intérieures (et les chiffres de production) étaient le Charcoal Gray (1 343), le Natural Beige (767) et le Maroon (413).

### 1991
En 1991, Cadillac a ajouté un mécanisme de verrouillage électrique pour le toit décapotable et a redessiné le mécanisme du couvercle de rangement supérieur pour répondre aux plaintes des clients. Le système stéréo Bose a été mis à niveau à 200 watts et le groupe d'instruments numériques, présentés dans tous les modèles Allanté sauf 275 cette année, a été révisé (c'était maintenant une option de 495 $ pour le modèle convertible). Les prix ont commencé à 57 260 $, bien qu'une baisse des prix en milieu d'année ait ramené le cabriolet Allanté à 55 900 $ et le toit rigide / cabriolet à 61 450 $ (au lieu de 62 810 $). L'Allanté avait 462 dm3 de stockage (lors de l'utilisation du compartiment traversant dans la cabine). Sur les 1 928 modèles produits pour 1991, sept seulement ont été fabriqués pour l'exportation - cinq au Canada, une en Italie et une autre à Porto Rico. Les modèles canadiens offraient un combiné d'instruments kilométrique, des feux de circulation diurne et un chauffe-bloc moteur comme équipement standard, tandis que le modèle italien comportait une liste de modifications mandatées par l'Europe, y compris des rétroviseurs latéraux escamotables, des phares et des clignotants européens spécifiques, un crochet avant de remorquage, feux de brouillard arrière, suppression du feu stop central monté sur le couvercle de coffre, un système de lave-glace à bras mouillé, des refroidisseurs pour la direction assistée et des liquides de transmission automatique, et une colonne de direction révisée pour compenser la suppression de l'airbag conducteur.

### 1992
L'Allanté pour 1992 était au prix de 58 470 $ pour le cabriolet et 64 090 $ pour le toit rigide/cabriolet. Les deux prix comprenaient la taxe obligatoire sur le gaz, qui était maintenant de 1 300 $. Comme c'était la coutume depuis quelques années maintenant, des baisses de prix ont été annoncées en milieu d'année, 57 170 $ pour le cabriolet et 62 790 $ avec le toit rigide amovible. Le cluster numérique en option était au prix de 495 $ (disponible sans frais sur le modèle à toit rigide amovible), mais seulement 187 voitures étaient équipées du cluster analogique standard cette année. Également disponible sur le cabriolet à un coût supplémentaire, un groupe de peinture blanc perle (option YL3) au prix de 700 $ (trouvé sur 443 modèles pour 1992). Il s'agissait de la dernière année de la conception des sièges Recaro à réglages multiples, car en 1993 entrerait en production avec des sièges à deux réglages électriques à huit voies moins chers conçus par Lear. Sur les 1 698 produits cette année, seulement quatre d'entre eux ont été spécifiquement construits pour l'exportation - tous au Canada. Comme l'année précédente, l'extérieur le plus populaire, trouvé sur 549 modèles, était le 47U - Euro Red, tandis que seulement 15 étaient fabriqués en 49U - Light Blue Metallic. Trois nuances de cuir étaient disponibles pour l'intérieur, les couleurs et les totaux de production sont: Charcoal (859), Natural Beige (652), Maroon (187), (50) Polo Green et un Pearl Flax (O4U).

### 1993
Lancée au début de 1992 pour l'année modèle 1993, l'Allanté a été réduite à un seul modèle cette année, le cabriolet à toit souple au prix de 59 975 $ (sans compter la taxe obligatoire de 1 700 $ sur les véhicules vendus aux États-Unis). Le toit rigide amovible en aluminium (27 kg) était désormais une option distincte, ainsi que le groupe d'instruments numériques LCD à 495 $ à la place des instruments analogiques standard. Une option de peinture nacrée de 700 $ (en Flax ou Canyon Yellow, avec Hawaiian Orchid ajoutée en milieu d'année) était disponible. Des roues en aluminium moulé par pression en chrome étaient également disponibles en option. Pour sa dernière année modèle, l'Allanté a reçu le moteur V8 Northstar DOHC de 4,6 L. Il était évalué à 295 ch (220 kW) à 5 600 tr/min. Le couple de sortie était de 393 N m à 4 400 tr/min. Une nouvelle suspension arrière à bras de suspension de longueur inégale, partagée avec la Seville et l'Eldorado, a également été introduite cette année-là. Autre nouveauté pour les petites Cadillac: la Road Sensing Suspension, un système de gestion active de l'amortisseur et des freins à disque révisés. Parmi les autres modifications apportées à l'Allanté, citons une crémaillère de direction assistée à assistance variable révisée, un aileron avant plus profond et des vitres latérales monobloc, qui ont supprimé la fenêtre de ventilation avant fixe. La production de 1993 était la plus élevée. Sur les 4 670 Allantés fabriqués pour l'année modèle 1993, 115 étaient destinés à l'exportation - France (1), Autriche (2), Belgique (5), Allemagne (5), Suisse (6), Japon (11) et Canada (85 )[réf. nécessaire].
L'Allanté de 1993 a également été choisie comme pace car en 1992 pour la 76e Indy 500 Indianapolis 500, la pace car était conduite par Bobby Unser. Il y avait trois pace car Allanté modifiées en 1993 qui n'avaient que des ceintures de sécurité, un arceau de sécurité éclairé et une prise d'air modifiée à partir d'une Allanté d'origine, ces trois pace car Allanté ont été fournies pour la course, ainsi que seulement 30 Allanté d'origine de 1993 utilisées comme Festival / Pace Cars et 58 Allanté d'origine de 1992 utilisées comme Festival / Pace cars qui ont été utilisées par les pilotes et les équipages lors du défilé d'ouverture et de la clôture de la course. L'Allanté Festival / Pace car de 1993 d'Al Unser Jr a été présentée au Concours d'élégance Keel's & Wheel's à Seabrook, Texas en 2012, Bobby Unser était Grand Marshal en 2012 et Al Unser Jr était Grand Marshal en 2013[réf. nécessaire].
Pour compenser le coût de la transmission Northstar, la chaîne stéréo Bose de 200 watts a été abandonnée au profit du Delco «Premium Symphony Sound System» de GM. Le module d'éclairage intelligent a été supprimé et les sièges baquets à 10 directions Recaro ont été remplacés par des sièges conventionnels utilisés dans l'Eldorado. Les changements intérieurs incluent l'ajout d'un rétroviseur à atténuation automatique et une poignée de changement de vitesse révisée.
La dernière Allanté construite a volé de Turin, en Italie, le 2 juillet 1993, et a été achevée à Détroit-Hamtramck 14 jours plus tard. Avec 21 430 unités construites, les assemblages ont atteint en moyenne un peu plus de 3 000 par an pendant toute la durée de vie de la voiture. La production a officiellement pris fin le 16 juillet 1993[réf. nécessaire].

## Lieu et chiffres de production

### Lieu de production
Le modèle est produit à Détroit. Les plateformes sont fabriquées aux États-Unis avant d'être envoyées en Italie chez Pininfarina qui va monter les carrosseries et réalisera l’habillage intérieur. Les voitures sont ensuite renvoyées aux États-Unis pour l’installation des dispositifs mécaniques et des trains roulants. Un pont aérien fut établi entre les États-Unis et l’Italie ce qui augmenta fortement les coûts de production.

### Chiffres de production
| Année | Nombre d’exemplaires |
| ----- | -------------------- |
| 1987  | 3 363                |
| 1988  | 2 569                |
| 1989  | 3 296                |
| 1990  | 3 101                |
| 1991  | 2 500                |
| 1992  | 1 931                |
| 1993  | 4 670                |
| Total | 21 430               |

Les chiffres de production de Pininfarina indiquent 21 395 carrosseries fabriqués de 1986 à 1993